# 1897 (numero)
Milleottocentonovantasette (1897) è il numero naturale dopo il 1896 e prima del 1898.

## Proprietà matematiche
- È un numero dispari.
- È un numero composto da 4 divisori: 1, 7, 271, 1897. Poiché la somma dei suoi divisori (escluso il numero stesso) è 279 < 1897, è un numero difettivo.
- È un numero semiprimo.
- È un numero omirpimes in quanto anche qualora scritto al contrario, ovvero 7981 = 23 × 347 è semiprimo.
- È un termine della successione di Padovan.
- È un numero nontotiente in quanto dispari e diverso da 1.
- È un numero odioso.
- È un numero intero privo di quadrati.
- È parte delle terne pitagoriche (1897, 6504, 6775), (1897, 36696, 36745), (1897, 257040, 257047), (1897, 1799304, 1799305).

## Astronomia
- 1897 Hind è un asteroide della fascia principale del sistema solare.

## Astronautica
- Cosmos 1897 è un satellite artificiale russo.